# BEST Project 〜JAM Project BEST COLLECTION〜
『BEST Project 〜JAM Project BEST COLLECTION〜』（ベスト プロジェクト ジャム プロジェクト ベスト コレクション）は、JAM Projectの1作目のベストアルバム。2002年3月6日にLantisから発売された。

## 概要
- 自身初のベストアルバムであり、2002年でシングル、アルバム含めて初のリリース作品となった。
- 本作発売から1ヶ月後に、自身の1作目のオリジナルアルバム『JAM FIRST PROCESS』が発売された。
- アルバムジャケットはイギリスのハードロック・バンド　ディープ・パープルのアルバム「ディープ・パープル・イン・ロック」のジャケットを参考して設計されたらしい。（また、同月で発売された「JAM FIRST PROCESS」のジャケットも、ディープ・パープルの作品のジャケットを参考している。）

## 収録曲
1. CRUSH GEAR FIGHT! [3:38]
作詞・作曲：影山ヒロノブ、編曲：河野陽吾
2. 鋼の救世主 [3:50]
作詞：影山ヒロノブ、作曲：千沢仁、編曲：須藤賢一
3. LADY FIGHTER! [4:25]
作詞・作曲：影山ヒロノブ、編曲：須藤賢一
4. STORM [3:58]
作詞：工藤哲雄、作曲：千沢仁、編曲：須藤賢一
5. FIRE WARS [3:42]
作詞：影山ヒロノブ、作曲：坂下正俊、編曲：河野陽吾
6. In my Heart [5:25]
作詞・作曲：影山ヒロノブ、編曲：河野陽吾
7. SOULTAKER [4:26]
作詞・作曲：影山ヒロノブ、編曲：須藤賢一
8. 運命の糸 [4:51]
作詞：松本梨香、作曲：影山ヒロノブ、編曲：須藤賢一
9. TORNADO [4:48]
作詞：工藤哲雄、作曲・編曲：河野陽吾
10. Danger Zone [4:16]
作詞：影山ヒロノブ、作曲・編曲：河野陽吾
11. CRAZY REVOLUTION [4:19]
作詞：影山ヒロノブ、作曲・編曲：河野陽吾
12. RISING [4:35]
作詞：工藤哲雄、作曲：千沢仁、編曲：須藤賢一
13. 愛だよねっ!! 〜ギアをつなごう〜 [4:22]
作詞：松本梨香、作曲・編曲：河野陽吾
14. 疾風になれ [3:49]
作詞：椎名可憐、作曲：千沢仁、編曲：河野陽吾
15. Over the Top! [3:57]
作詞：影山ヒロノブ、作曲：千沢仁、編曲：河野陽吾
16. POWER [5:29]
作詞：工藤哲雄、作曲：千沢仁、編曲：須藤賢一
17. KI・ZU・NA [6:18]
作詞：影山ヒロノブ・松本梨香、作曲：影山ヒロノブ、編曲：須藤賢一

## タイアップ
| 曲名                            | タイアップ                                                                      |
| ------------------------------- | ------------------------------------------------------------------------------- |
| CRUSH GEAR FIGHT!               | 名古屋テレビ・テレビ朝日系アニメ『激闘!クラッシュギアTURBO』オープニングテーマ  |
| 鋼の救世主                      | PS『スーパーロボット大戦α外伝』オープニングテーマ                               |
| LADY FIGHTER!                   | PS2『サンライズ英雄譚2』オープニングテーマ                                      |
| STORM                           | OVA『真ゲッターロボ対ネオゲッターロボ』オープニングテーマ                       |
| FIRE WARS                       | OVA『マジンカイザー』オープニングテーマ                                         |
| In my Heart                     | PS2『機甲武装Gブレイカー ～レジェンド・オブ・クラウディア～』エンディングテーマ |
| SOULTAKER                       | WOWOWアニメ『The Soul Taker 〜魂狩〜』オープニングテーマ                        |
| 運命の糸                        | PS2『サンライズ英雄譚2』エンディングテーマ                                      |
| TORNADO                         | OVA『マジンカイザー』エンディングテーマ                                         |
| Danger Zone                     | 劇場版『エクスドライバーClip』主題歌                                            |
| CRAZY REVOLUTION                | OVA『エクスドライバー』挿入歌                                                   |
| RISING                          | OVA『真ゲッターロボ対ネオゲッターロボ』エンディングテーマ                       |
| 愛だよねっ!! 〜ギアをつなごう〜 | 名古屋テレビ・テレビ朝日系アニメ『激闘!クラッシュギアTURBO』エンディングテーマ  |
| 疾風になれ                      | OVA『エクスドライバー』オープニングテーマ                                       |
| Over the Top!                   | PS2『機甲武装Gブレイカー 〜レジェンド・オブ・クラウディア〜』オープニングテーマ |
| POWER                           | PS『スーパーロボット大戦α外伝』エンディングテーマ                               |